# Klimplant

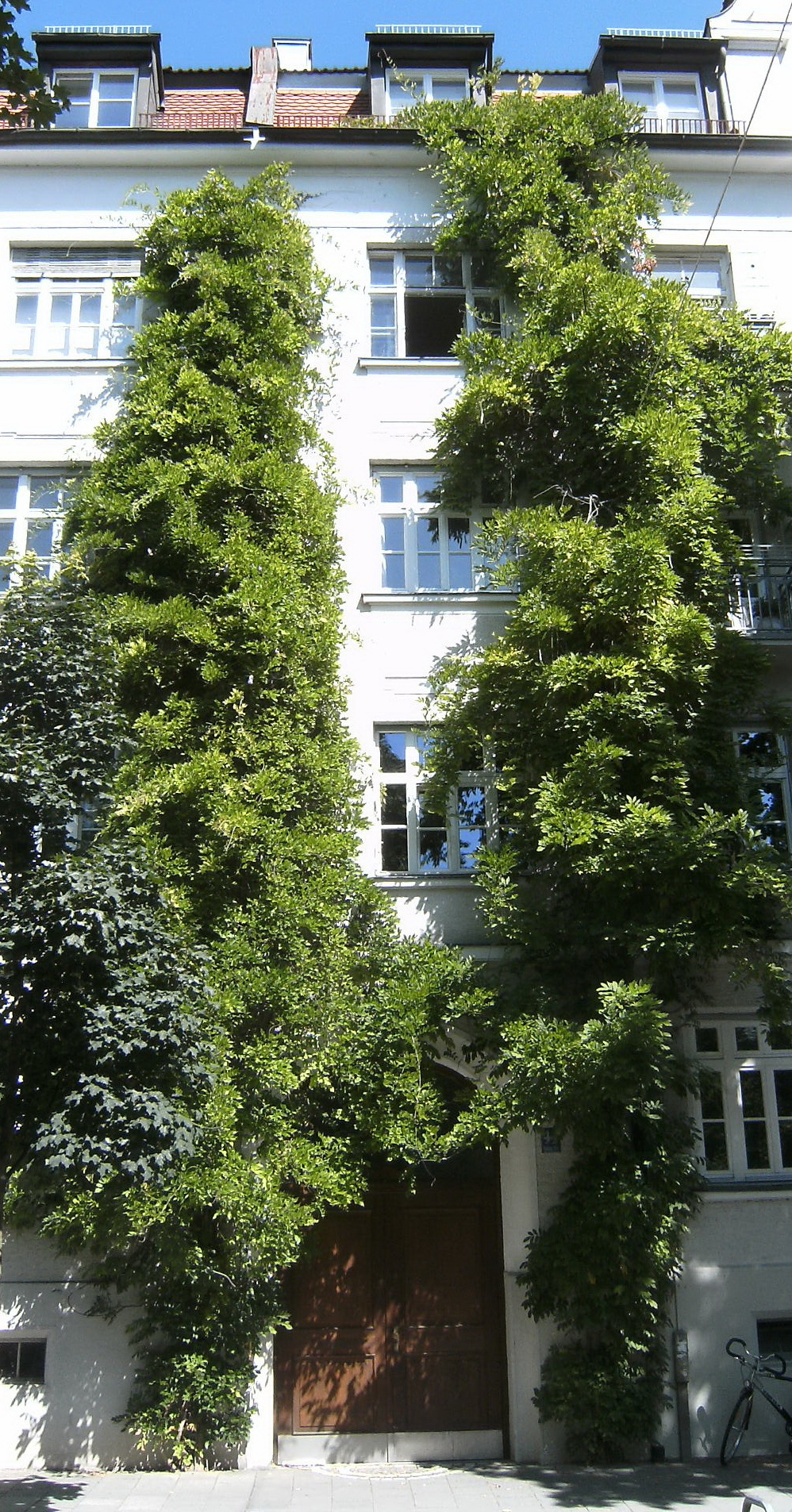
Klimplanten aan een gevel

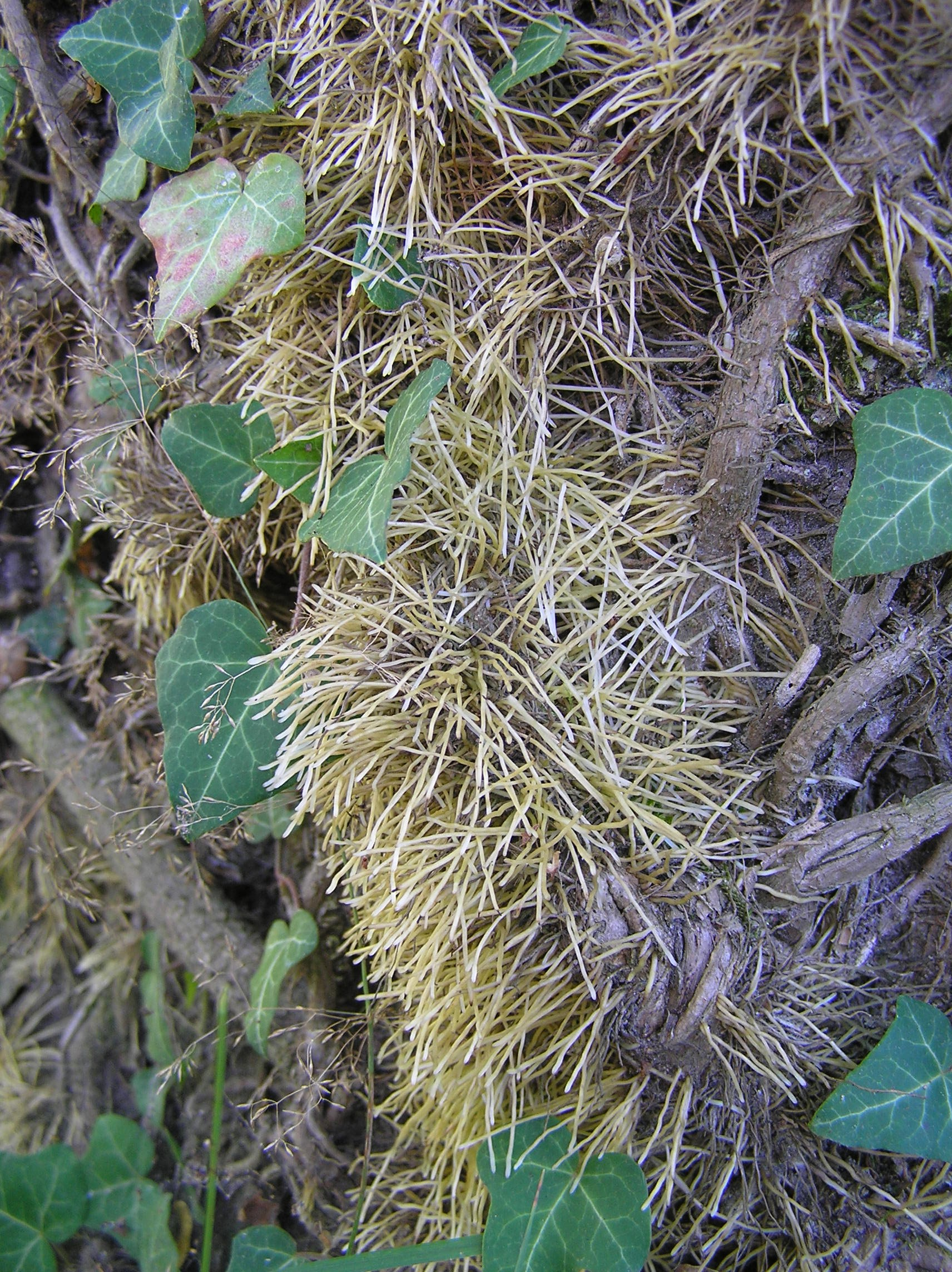
Wortels van klimop

Klimplanten zijn planten die ondersteuning nodig hebben om omhoog te groeien omdat de stengels niet stevig genoeg zijn om de plant zelfstandig te dragen. Als er geen ondersteuning is zullen klimplanten een kruipende groeivorm aannemen totdat ze ondersteuning hebben gevonden.
Er zijn verschillende methoden waarmee klimplanten zich een weg omhoog banen.
- Dat kan door middel van kruipen zoals bij de marmaladestruik, Hablitzia tamnoides en Solanum crispum.
- Er zijn ook klimplanten die door middel van haakvormige stekels omhoog klimmen zoals bij Bougainvillea en de klimmende vormen van rozen.
- Klimop, klimhortensia en trompetklimmer klimmen door middel van hechtwortels.
- Ampelopsis, Vitis met als bekendste soort de druif en de meeste soorten passiebloemen hechten zich met behulp van stengelranken.
- Klokwinde, Lathyrus, Mutisia, jiaogulan en Nepenthes klimmen met bladranken.
- Klimmende Clematis-soorten, Rhodochiton, Tropaeolum klimmen door middel van windende bladstelen.
- Wilde wingerd en Tetrastigma klimmen door middel van ranken met hechtvoetjes, een soort bolletjes met calciumcarbonaat.

## Overige
Planten die klimmen door zich rond de steun te slingeren, zoals kamperfoelie worden slingerplanten genoemd.
Klimplanten kunnen gebruikt worden om groene gevels aan te leggen.

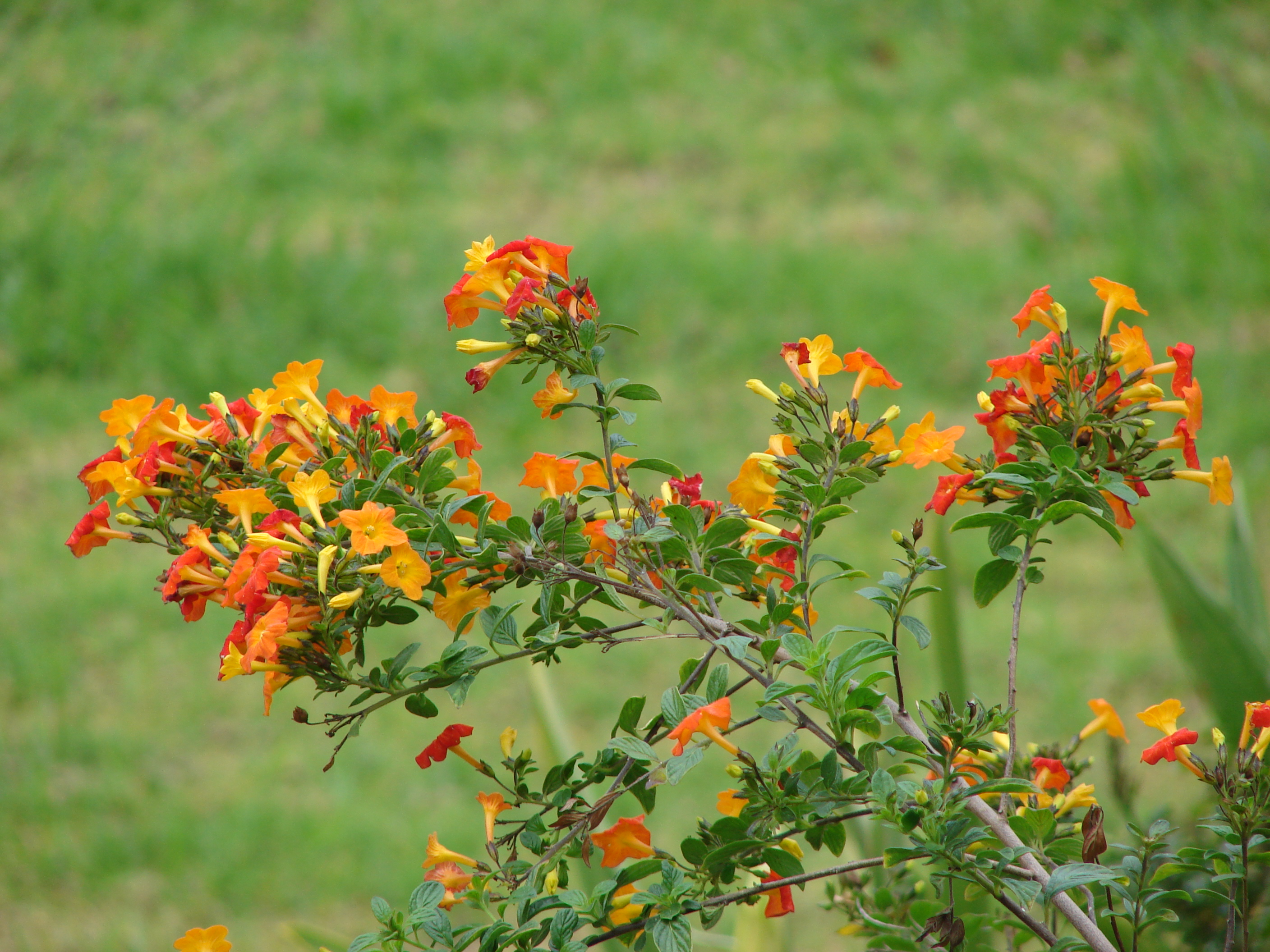
Marmeladestruik (Streptosolen jamesonii)
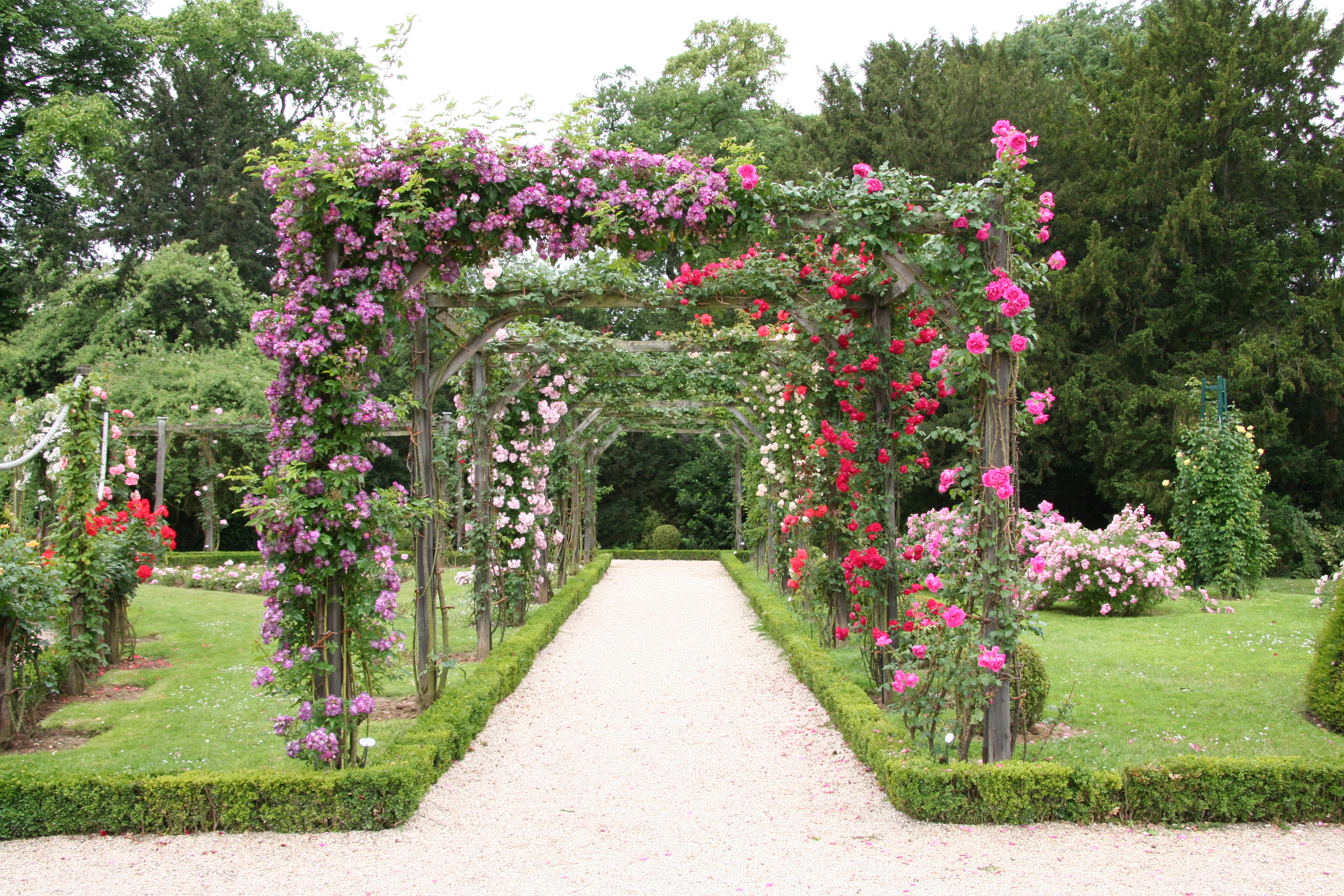
Klimrozen (Rosa sp. )
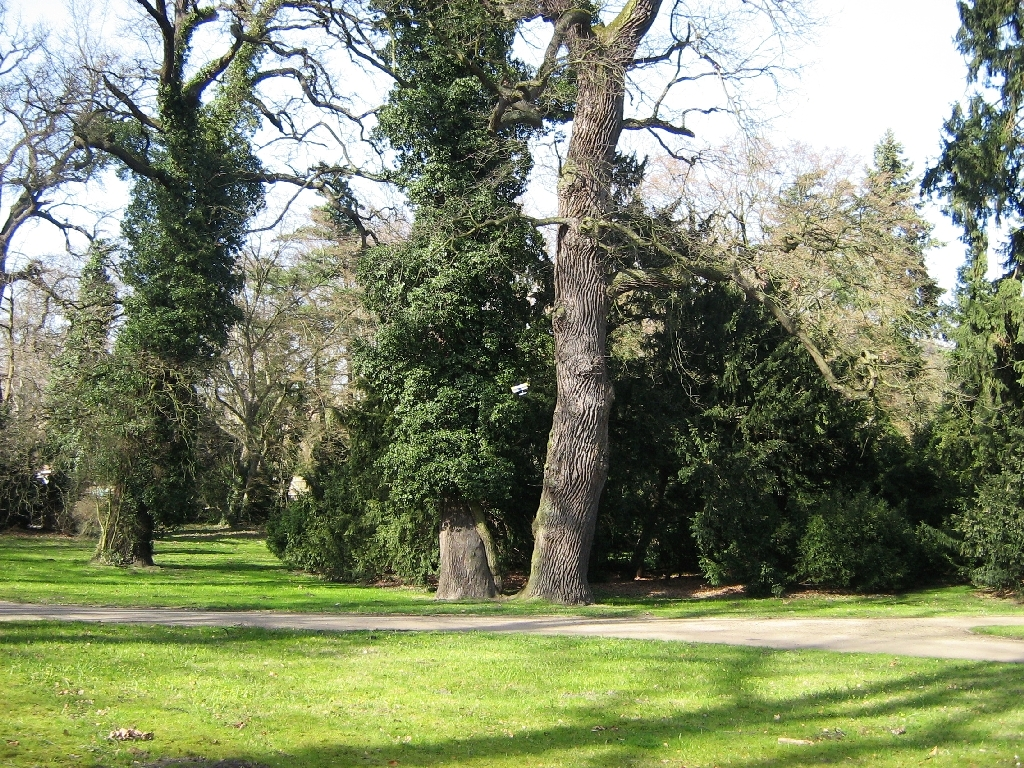
Klimop (Hedera helix)
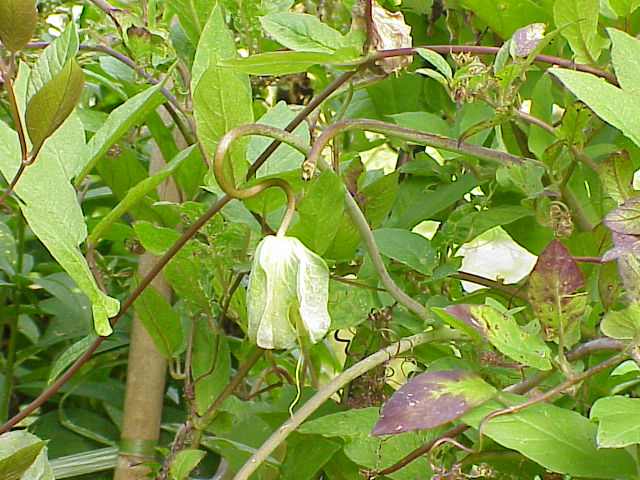
Klokwinde (Cobaea scandens)
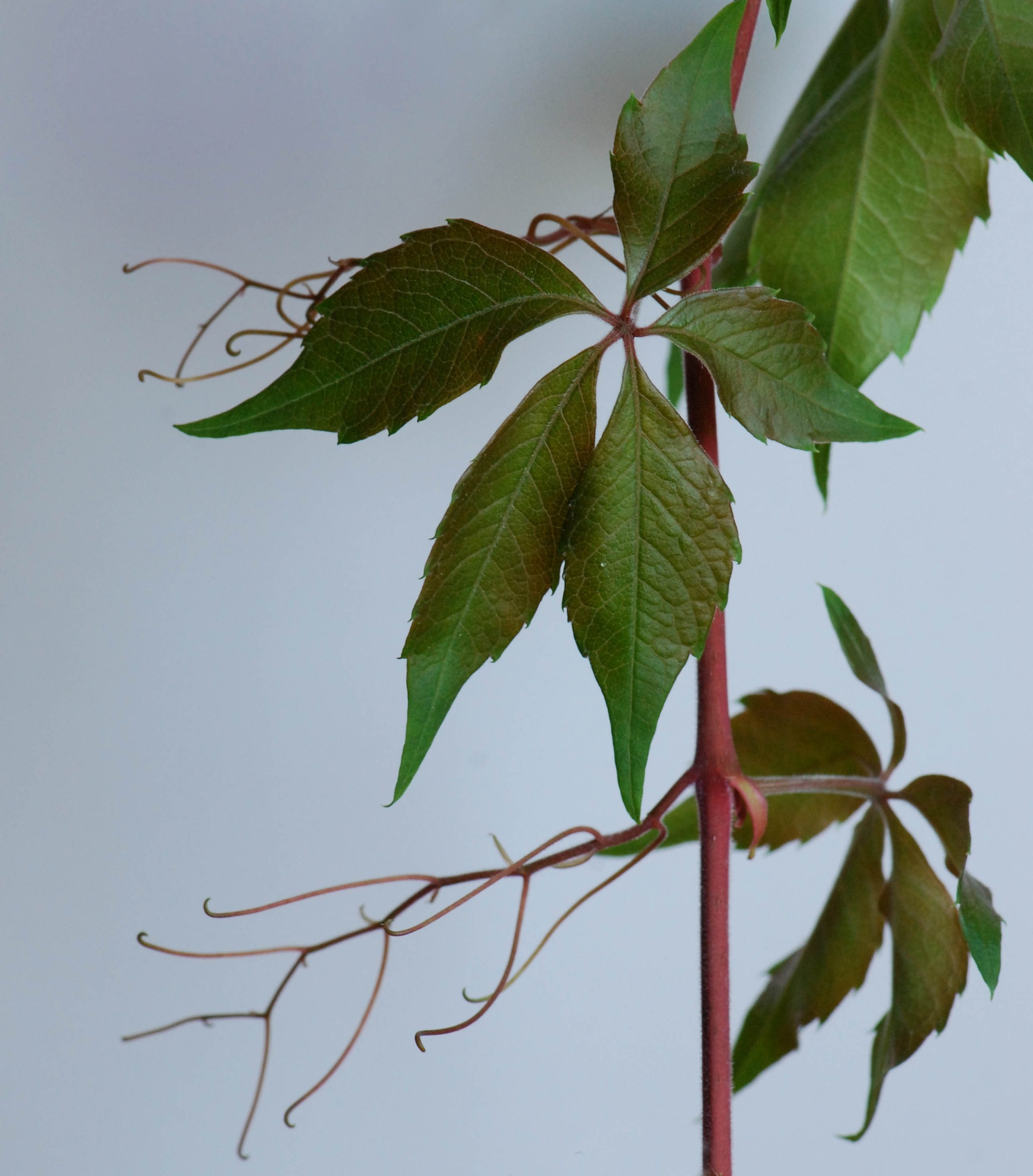
Vijfbladige wingerd (Parthenocissus quinquefolia)
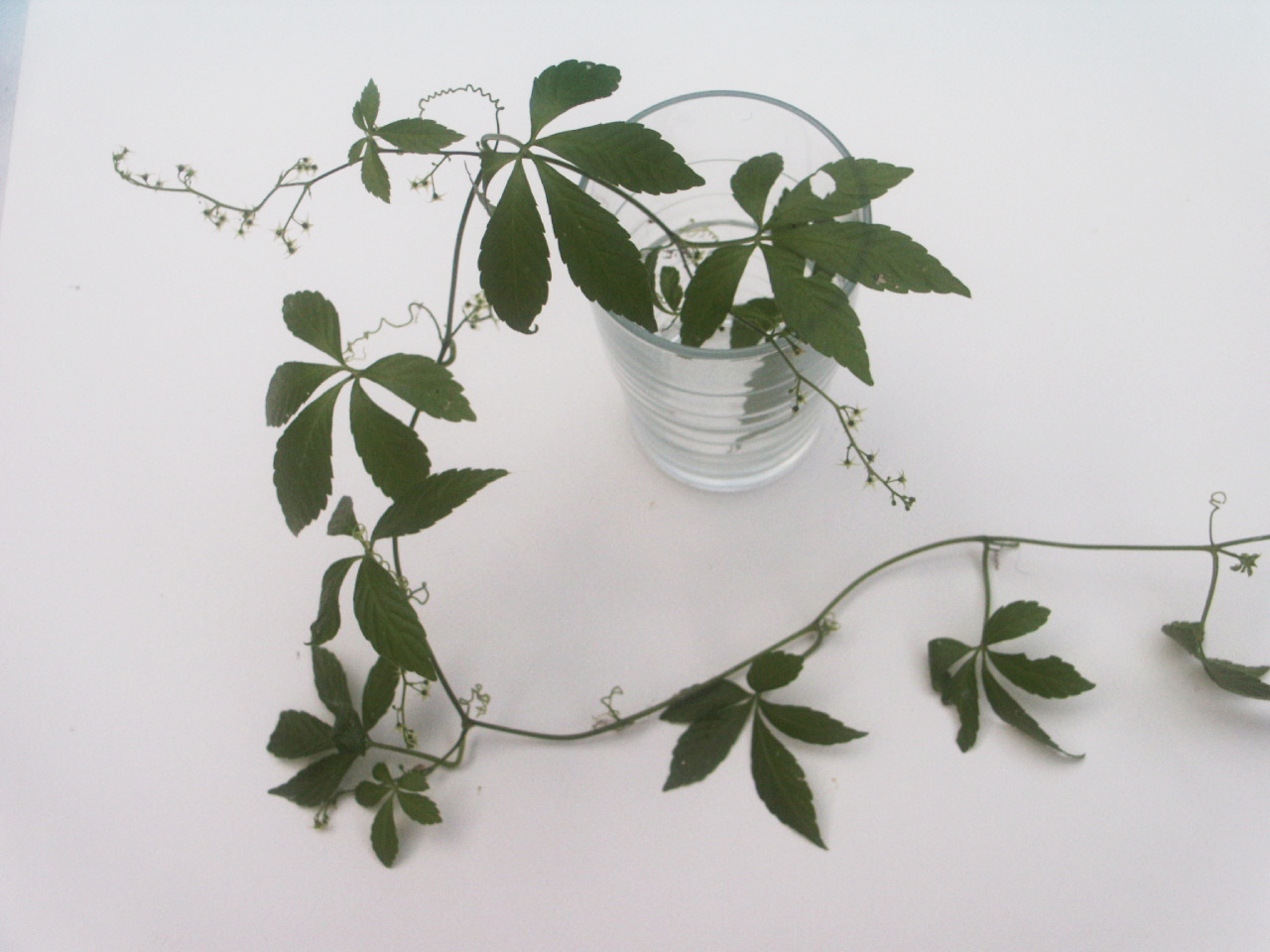
Jiaogulan (Gynostemma pentaphyllum)